# Kathy May
Pour les articles homonymes, voir May et Fritz.
Kathy May, successivement épouse Teacher, Paben et Fritz, est une joueuse de tennis américaine, professionnelle dans les années 1970, née le 18 juin 1956.  
À trois reprises, elle atteint les quarts de finale en Grand Chelem, dont deux fois de suite à Roland-Garros en 1977 et 1978.
Elle a remporté un tournoi WTA en simple dames au cours de sa carrière.
Elle est la mère du joueur de tennis Taylor Fritz.

## Palmarès

### Titre en simple dames
| No | Date       | Nom et lieu du tournoi                    | Catégorie | Dotation | Surface      | Finaliste        | Score         |  |
| -- | ---------- | ----------------------------------------- | --------- | -------- | ------------ | ---------------- | ------------- |  |
| 1  | 09-08-1976 | US Clay Court Championships, Indianapolis |           | 35 000 $ | Terre (ext.) | Brigitte Cuypers | 6-4, 4-6, 6-2 |  |

### Finale en simple dames
Aucune

### Titre en double dames
Aucun

### Finales en double dames
| No | Date       | Nom et lieu du tournoi        | Catégorie | Dotation  | Surface         | Vainqueures                     | Partenaire      | Score         |          |
| -- | ---------- | ----------------------------- | --------- | --------- | --------------- | ------------------------------- | --------------- | ------------- | -------- |
| 1  | 18-08-1975 | Tennis Week Open South Orange |           | NC        | Terre (ext.)    | Kristien Shaw Greer Stevens     | Kathleen Harter | Forfait       | Parcours |
| 2  | 21-11-1978 | Gunze Classic Tokyo & Kobe    |           | 150 000 $ | Moquette (int.) | Martina Navrátilová Betty Stöve | Tracy Austin    | 4-6, 7-6, 6-3 | Parcours |

## Parcours en Grand Chelem

### En simple dames
| Année | Open d'Australie (janvier) | Open d'Australie (janvier) | Internationaux de France | Internationaux de France | Wimbledon      | Wimbledon        | US Open         | US Open          | Open d'Australie (décembre) | Open d'Australie (décembre) |
| ----- | -------------------------- | -------------------------- | ------------------------ | ------------------------ | -------------- | ---------------- | --------------- | ---------------- | --------------------------- | --------------------------- |
| 1973  | -                          | -                          | -                        | -                        | -              | -                | 1er tour (1/32) | M. Fernández     | n/a                         | n/a                         |
| 1974  | -                          | -                          | -                        | -                        | 2e tour (1/32) | Billie Jean King | -               | -                | n/a                         | n/a                         |
| 1975  | -                          | -                          | -                        | -                        | 3e tour (1/16) | Olga Morozova    | 3e tour (1/8)   | M. Navrátilová   | n/a                         | n/a                         |
| 1976  | -                          | -                          | 3e tour (1/8)            | Renáta Tomanová          | 2e tour (1/32) | Dianne Fromholtz | 2e tour (1/32)  | Beth Norton      | n/a                         | n/a                         |
| 1977  | -                          | -                          | 1/4 de finale            | Janet Newberry           | 4e tour (1/8)  | Kerry Reid       | 1er tour (1/64) | Michelle Tyler   | -                           | -                           |
| 1978  | n/a                        | n/a                        | 1/4 de finale            | Mima Jaušovec            | 3e tour (1/16) | Regina Maršíková | 1/4 de finale   | Wendy Turnbull   | -                           | -                           |
| 1979  | n/a                        | n/a                        | 2e tour (1/16)           | Lucia Romanov            | 3e tour (1/16) | Chris Evert      | 4e tour (1/8)   | Billie Jean King | -                           | -                           |
| 1980  | n/a                        | n/a                        | -                        | -                        | 2e tour (1/32) | Lindsay Morse    | -               | -                | -                           | -                           |

À droite du résultat, l’ultime adversaire.

### En double dames
| Année | Open d'Australie (janvier) | Open d'Australie (janvier) | Internationaux de France     | Internationaux de France    | Wimbledon                     | Wimbledon                   | US Open                      | US Open                    | Open d'Australie (décembre) | Open d'Australie (décembre) |
| ----- | -------------------------- | -------------------------- | ---------------------------- | --------------------------- | ----------------------------- | --------------------------- | ---------------------------- | -------------------------- | --------------------------- | --------------------------- |
| 1974  | -                          | -                          | -                            | -                           | 3e tour (1/8) Greer Stevens   | Julie Anthony Mona Schallau | 2e tour (1/8) P. Teeguarden  | Rayni Fox Mona Schallau    | n/a                         | n/a                         |
| 1975  | -                          | -                          | -                            | -                           | 1er tour (1/32) Greer Stevens | P. Teeguarden R. Tomanová   | -                            | -                          | n/a                         | n/a                         |
| 1976  | -                          | -                          | -                            | -                           | 1er tour (1/32) Beth Norton   | Linky Boshoff Ilana Kloss   | 3e tour (1/8) Beth Norton    | Laura duPont W. Turnbull   | n/a                         | n/a                         |
| 1977  | -                          | -                          | 2e tour (1/8) I. Löfdahl     | R. Maršíková P. Teeguarden  | 1er tour (1/32) T. Holladay   | F. Dürr Virginia Wade       | 2e tour (1/16) Wendy Overton | R. Richards B. Stuart      | -                           | -                           |
| 1978  | n/a                        | n/a                        | 1er tour (1/16) Laura duPont | Lesley Turner Gail Sherriff | 1er tour (1/32) Laura duPont  | Ilana Kloss Marise Kruger   | 1/4 de finale Tracy Austin   | B. Nagelsen Pam Shriver    | -                           | -                           |
| 1979  | n/a                        | n/a                        | -                            | -                           | 1er tour (1/32) J. Russell    | Kerry Reid Anne Smith       | 1/4 de finale Tracy Austin   | Sherry Acker Julie Anthony | -                           | -                           |
| 1980  | n/a                        | n/a                        | -                            | -                           | 1er tour (1/32) Rayni Fox     | M. Blackwood Pam Whytcross  | 2e tour (1/16) P. Teeguarden | B. J. King Navrátilová     | -                           | -                           |

Sous le résultat, la partenaire ; à droite, l’ultime équipe adverse.

### En double mixte
| Année | Open d'Australie (janvier), | Open d'Australie (janvier), | Internationaux de France | Internationaux de France | Wimbledon                    | Wimbledon                  | US Open                     | US Open                     | Open d'Australie (décembre), | Open d'Australie (décembre), |
| ----- | --------------------------- | --------------------------- | ------------------------ | ------------------------ | ---------------------------- | -------------------------- | --------------------------- | --------------------------- | ---------------------------- | ---------------------------- |
| 1971  | n/a                         | n/a                         | -                        | -                        | -                            | -                          | 3e tour (1/8) Haroon Rahim  | Judy Tegart Frew McMillan   | n/a                          | n/a                          |
| 1973  | n/a                         | n/a                         | -                        | -                        | -                            | -                          | 1er tour (1/16) Jim McManus | Lesley Hunt R. Carmichael   | n/a                          | n/a                          |
| 1974  | n/a                         | n/a                         | -                        | -                        | 3e tour (1/16) V. Amritraj   | Sharon Walsh Mike Machette | 1er tour (1/16) V. Amritraj | R. Gerulaitis V. Gerulaitis | n/a                          | n/a                          |
| 1975  | n/a                         | n/a                         | -                        | -                        | 3e tour (1/8) V. Amritraj    | Judy Tegart Frew McMillan  | -                           | -                           | n/a                          | n/a                          |
| 1976  | n/a                         | n/a                         | -                        | -                        | 1/4 de finale V. Amritraj    | Betty Stöve Frew McMillan  | 2e tour (1/8) V. Amritraj   | F. Dürr Marty Riessen       | n/a                          | n/a                          |
| 1977  | n/a                         | n/a                         | -                        | -                        | 1er tour (1/32) V. Amritraj  | Annette Coe M. Edmondson   | 1/4 de finale Brian Teacher | Betty Stöve Frew McMillan   | n/a                          | n/a                          |
| 1978  | n/a                         | n/a                         | -                        | -                        | 3e tour (1/8) Brian Teacher  | Ilana Kloss Chris Kachel   | -                           | -                           | n/a                          | n/a                          |
| 1980  | n/a                         | n/a                         | -                        | -                        | 2e tour (1/16) Brian Teacher | W. Turnbull Ross Case      | -                           | -                           | n/a                          | n/a                          |

Sous le résultat, le partenaire ; à droite, l’ultime équipe adverse.

## Parcours aux Masters

### En double dames
| # | Date       | Nom de l'édition          | ($)     | Surface | Résultat      | Partenaire     | Ultimes adversaires          | Score    |          |
| - | ---------- | ------------------------- | ------- | ------- | ------------- | -------------- | ---------------------------- | -------- | -------- |
| 1 | 04/04/1977 | Bridgestone Doubles Tokyo | 100 000 |         | 1/4 de finale | Terry Holladay | Françoise Dürr Virginia Wade | 7-6, 6-1 | Parcours |